# Ciril Cesar
Ciril Cesar, slovenski kipar in industrijski oblikovalec, * 6. julij 1923, Mozirje, † 14. januar 2024, Velenje.

## Življenje in delo
Ciril Cesar je bil rojen v Mozirju v družini, kjer je bilo oblikovanje družinska tradicija. Oče Ivan je namreč vodil podobarsko delavnico, ki jo je prevzel po dedu Andreju; le-ta se je v Mozirje priselil že leta 1853.
Ljudsko šolo je obiskoval v Mozirju, meščansko šolo pa v letih 1935-37 v Šoštanju. Neposredno pred 2. svetovno vojno je obiskoval tudi obrtno šolo v Mozirju in delal v domači kiparski delavnici. Leta 1940 se je vpisal na Umetno obrtno šolo v Ljubljani, v oddelek Franceta Kralja, v letih 1943-44 pa se je šolal na Mojstrski šoli nemške obrti v Gradcu, vendar izobraževanje prekine vojno dogajanje. V letih 1946-50 kot eden najbolj nadarjenih študentov svoje generacije zaključi študij na Akademiji likovnih umetnosti v Ljubljani in na isti akademiji tri leta asistiral pri spomeniškem delu kiparju Smerduju ter pri njem
opravi 1952 tudi podiplomsko specialko. Že zgodaj se je odvrnil od socialističnega realizma in začel ustvarjati ekspresionistične plastike, ki so z močnimi deformacijami izražale protivojno razpoloženje. Naredil je več kipov za spomenike posvečene narodnoosvobodilni borbi (npr. Mozirje, 1952) in se uveljavil tudi kot portretist (doprsja kulturnih delavcev za foyer celjskega gledališča). V začetku 60-tih let nastanejo njegove prve steklene skulpture, v Frankfurtu pa proučuje industrijsko tehnologijo stekla. Leta 1962 se preizkusi v industrijskem oblikovanju, celjska tovarna tehtnic Libela odkupi licenco za njegovo tehtnico, kar postane eden od razlogov za avtorjevo usmeritev v to področje. Štipendija Prešernovega sklada mu omogoči, da v študijskem letu 1963/64 študira na znani oblikovalski šoli v nemškem Ulmu, v letih 1964-1967 pa dela celo kot pedagoški asistent pri docentu Walterju Zeischeggu in v letih 1967-70 kot strokovni sodelavec na Razvojnem inštitutu v Ulmu.
Generalni direktor Gorenja Ivan Atelšek je znal ceniti njegove reference, zato ga prepriča, da leta 1970 v tovarni prevzame vodenje oddelka za projektiranje in oblikovanje. Z izkušnjami iz Ulma ob pomoči tima uspešno začrta moderno oblikovalsko vizijo proizvodnje, požanje veliko priznanj in skuša design center nadgraditi v design inštitut. To prepreči premestitev Atelška v Ljubljano, tako leta 1983 tudi sam zapusti Gorenje in se upokoji.